# 新庄站 (日本)
新庄站（日语：〔〕／ Shinjō eki */?）是東日本旅客鐵道（JR東日本）的鐵路車站，位於日本山形縣新庄市多門町。新庄站是山形新幹線的終點站，也是區域管理站，負責管理奧羽本線舟形站至及位站、陸羽東線堺田站至南新庄站及陸羽西線升形站至南野站的所有車站。2002年（平成14年）入選東北車站百選。

## 車站構造

### 月台配置
| 月台   | 路線                          | 目的地             |
| ------ | ----------------------------- | ------------------ |
| 標準軌 |                               |                    |
| 1、2   | ■山形新幹線                   | 山形、福島方向     |
| 1、2   | ■山形線                       | 山形、福島方向     |
| 窄軌   |                               |                    |
| 3      | ■陸羽西線（奧之細道最上川線） | 余目方向           |
| 3      | ■奧羽本線                     | 大曲、秋田方向     |
| 4      | ■奥羽本線                     | 大曲、秋田方向     |
| 5      | ■陸羽東線（奧之細道湯煙線）   | 鳴子溫泉、古川方向 |
| 5      | ■陸羽西線（奧之細道最上川線） | 餘目方向           |

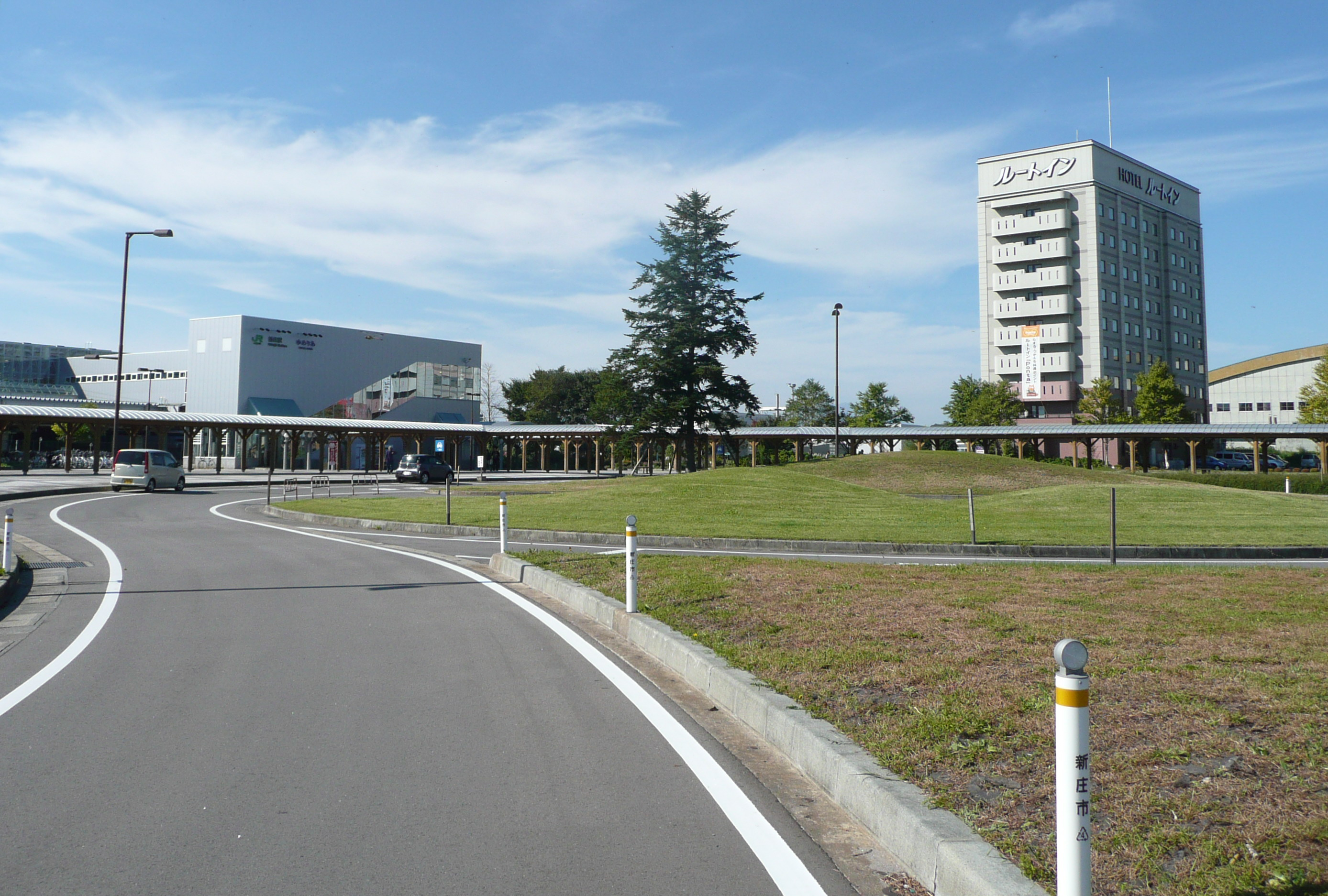
東口
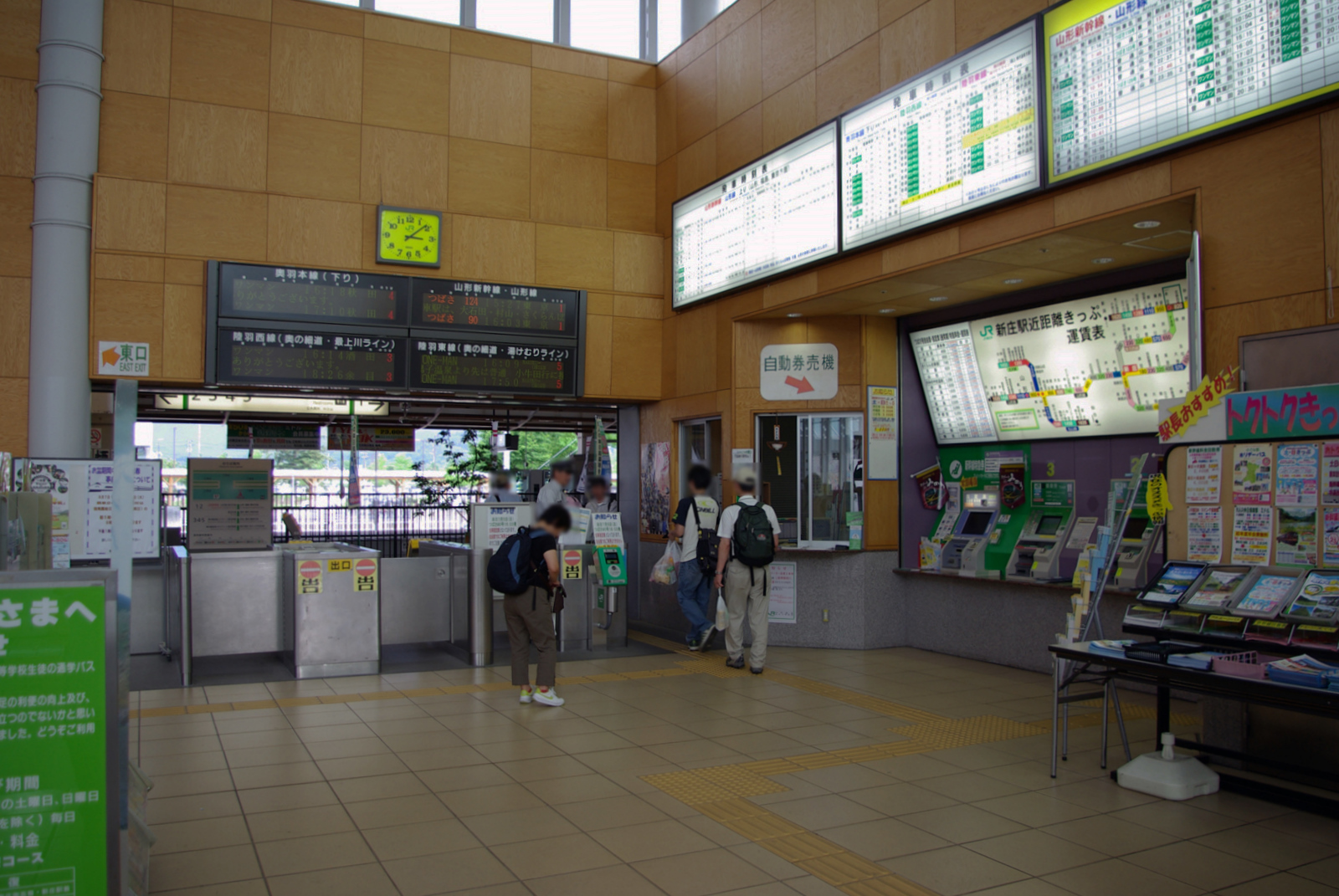
大堂及剪票口
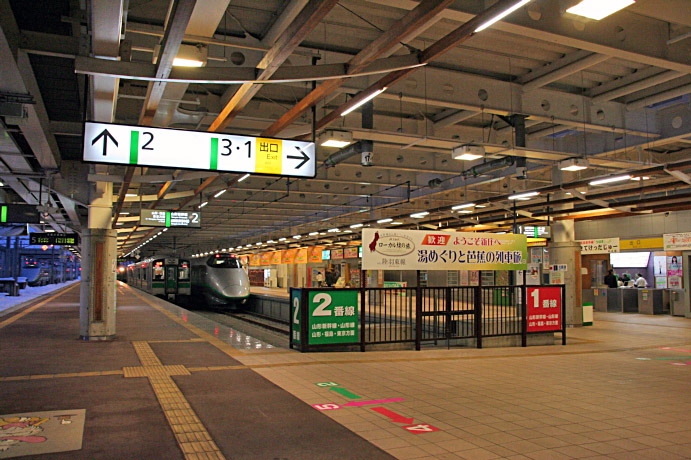
1號及2號月台
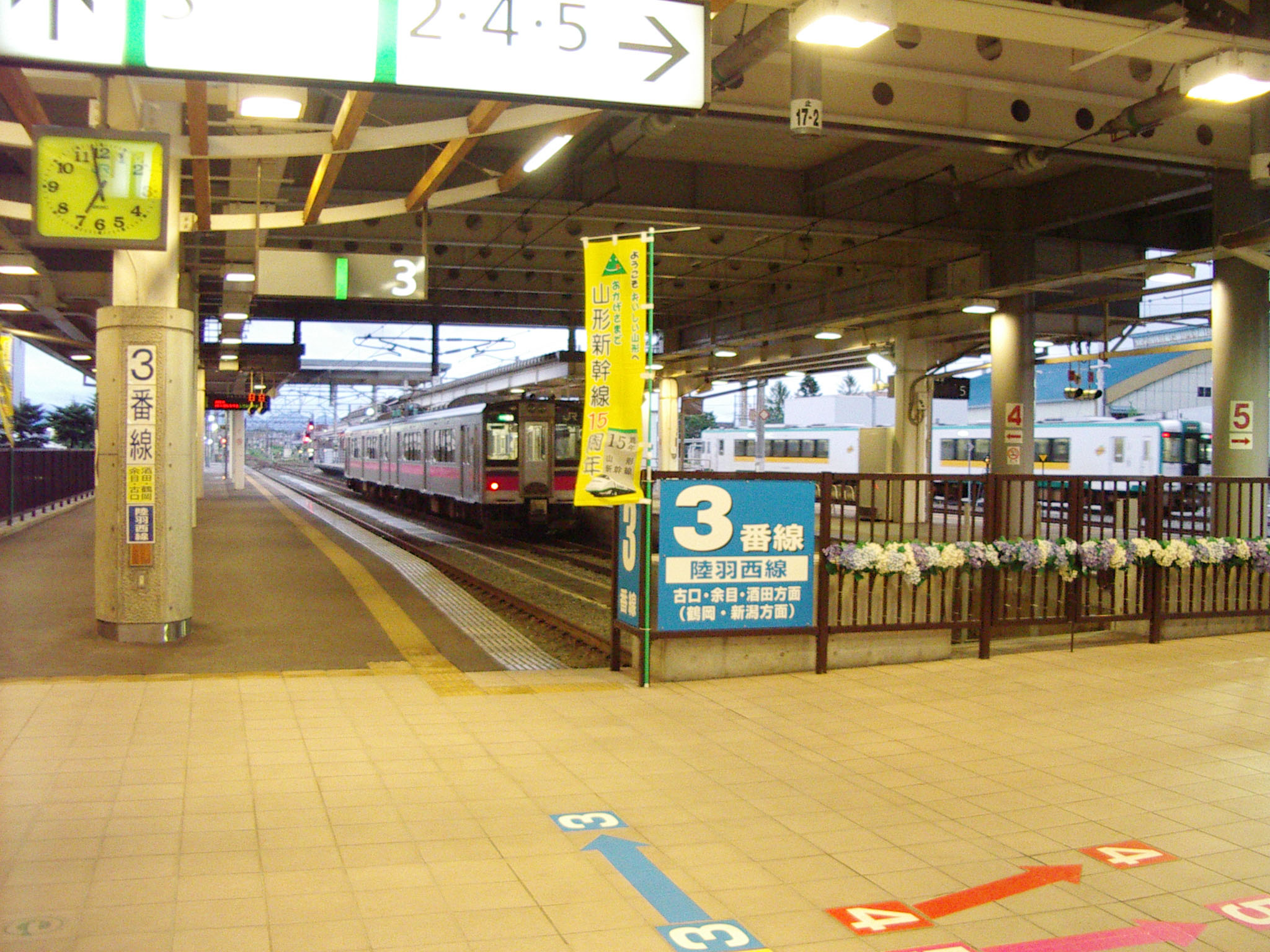
3號月台
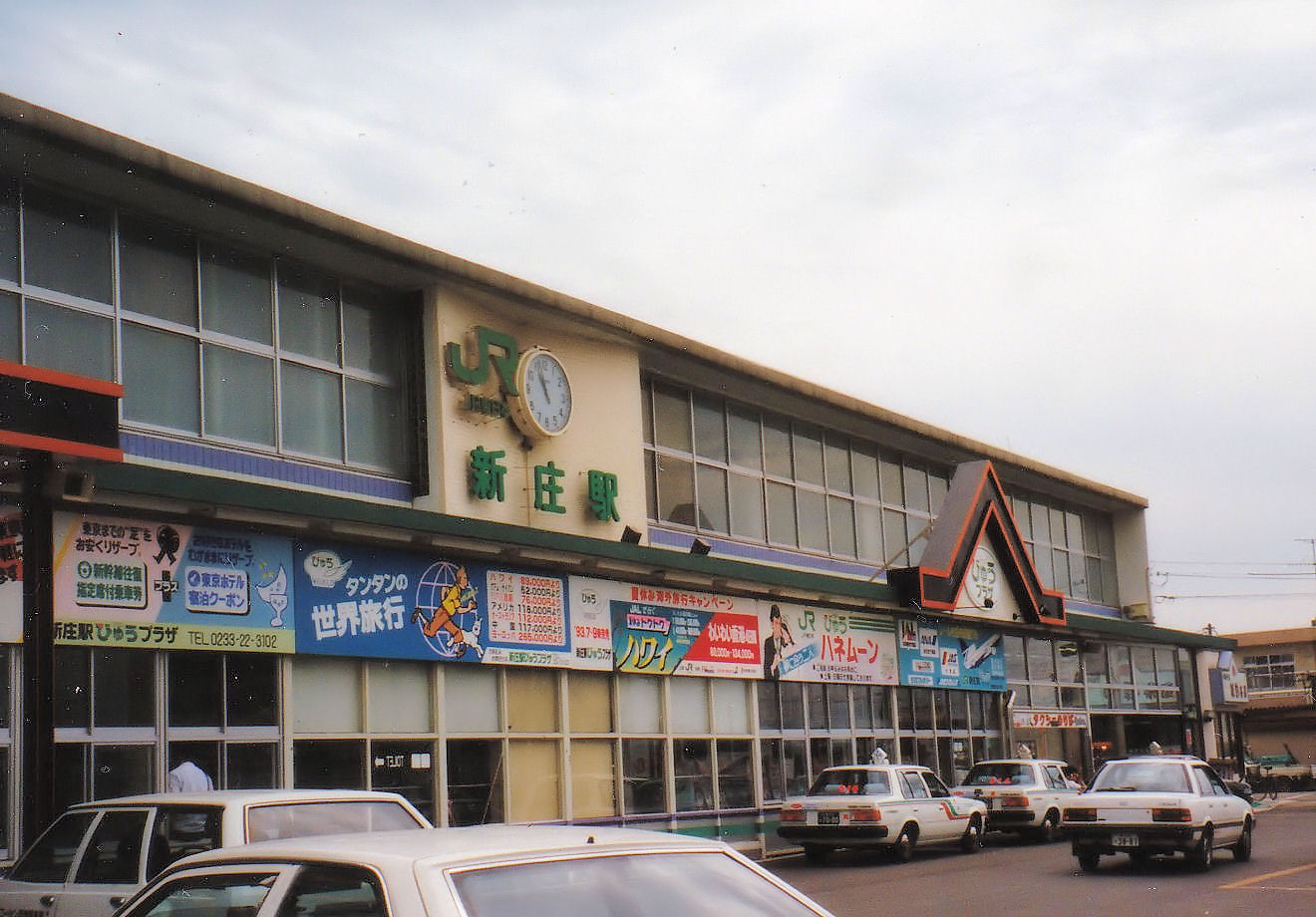
山形新幹線延伸前的站房外觀（1993年）

## 相鄰車站
東日本旅客鐵道
■山形新幹線
大石田－新庄
■山形線（奧羽本線山形方向）
舟形－新庄
■奧羽本線（秋田方向）
新庄－泉田
■陸羽西線
□快速「最上川」
新庄－（只限下行停靠升形站）－古口
■普通
新庄－升形
■陸羽東線
南新庄－新庄

## 外部連結
- JR東日本－新庄站 （页面存档备份，存于）（日語）

38°45′44″N 140°18′21″E / 38.76222°N 140.30583°E